# November 2020
Portal Geschichte | Portal Biografien | Aktuelle Ereignisse | Jahreskalender | Tagesartikel

◄ |
20. Jahrhundert |
21. Jahrhundert

◄ |
1990er |
2000er |
2010er |
2020er
| 2030er | 2040er

◄ |
2016 |
2017 |
2018 |
2019 |
2020
| 2021 | 2022 | 2023 | 2024 | ►

◄ |
August 2020 |
September 2020 |
Oktober 2020 |
November 2020 |
Dezember 2020 |
Januar 2021 |
Februar 2021 |
►

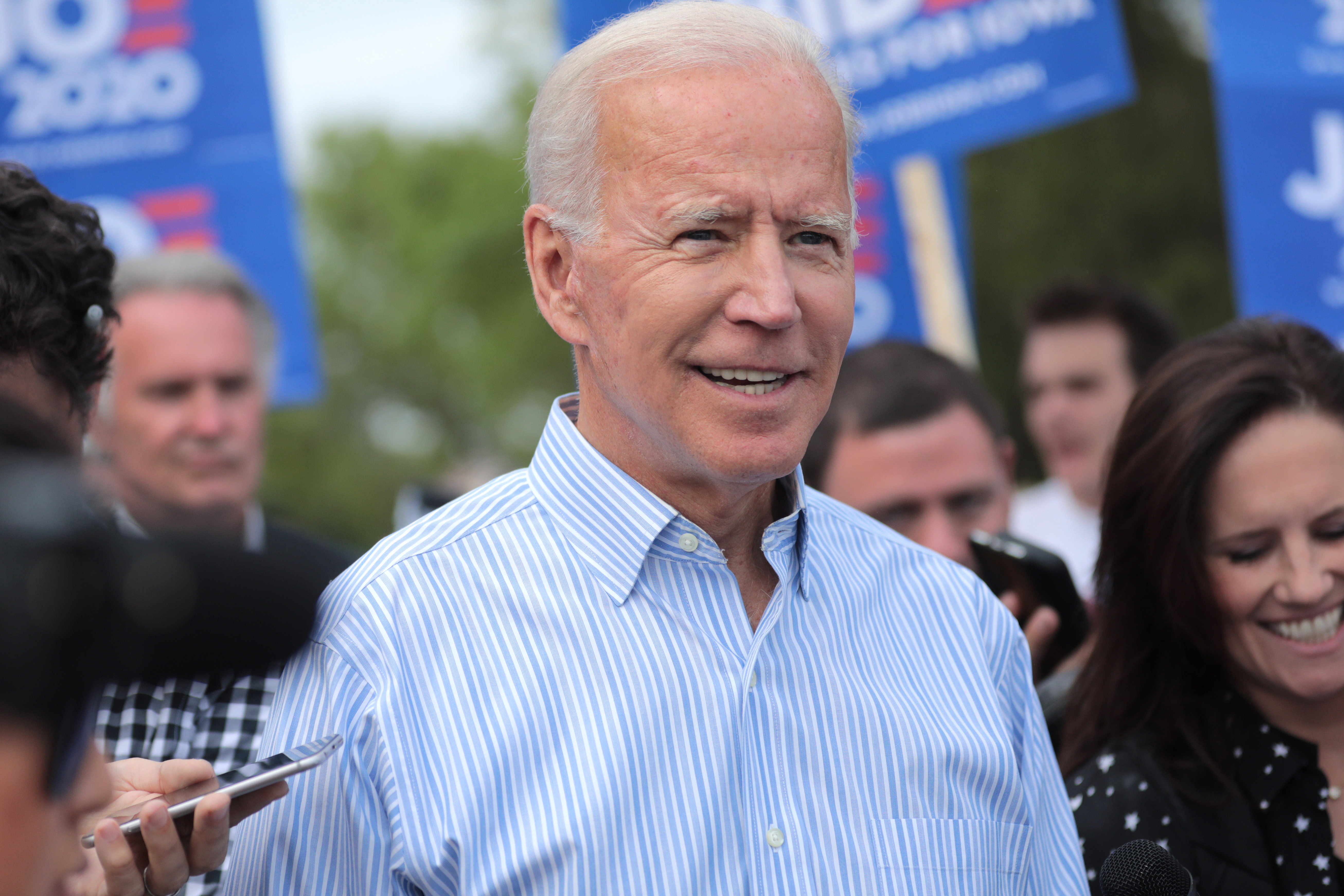
Joe Biden gewinnt die Wahl am 3. Nov. 2020

Dieser Artikel behandelt tagesbezogene Nachrichten und Ereignisse im November 2020.

## Tagesgeschehen

### Sonntag, 1. November 2020
- International: Das umfassende Wirtschaftspartnerschaftsabkommen (CEPA) zwischen den EFTA-Mitgliedsstaaten (Island, Liechtenstein, Norwegen, Schweiz) und Ecuador tritt in Kraft.[1]
- Polen: Proteste in Polen[2]
- Berlin/Deutschland: Der sachsen-anhaltische Ministerpräsident Reiner Haseloff tritt sein Amt als Präsident des deutschen Bundesrates an.

### Montag, 2. November 2020
- Nordenham: Ein Transportschiff mit Castor-Behältern aus Sellafield für das Zwischenlager Biblis ist in Deutschland eingetroffen.[3]
- Manila/Philippinen: Der Taifun Goni ist in Luzon auf Land getroffen und löst schwere Schlammlawinen aus. Mindestens 16 Menschen kommen ums Leben.[4]
- Kabul/Afghanistan: Bei einem bewaffneten Angriff auf die Universität Kabul kommen 19 Menschen ums Leben.[5]
- Wien/Österreich: Bei einem mutmaßlichen Terroranschlag in Wien in unmittelbarer Nähe einer Synagoge kommen vier Personen ums Leben und mindestens 15 werden schwerverletzt.[6] Ob die Synagoge Ziel des Anschlags war, ist unklar.[7]

### Dienstag, 3. November 2020
- Vereinigte Staaten: Präsidentschaftswahl in den Vereinigten Staaten 2020

### Samstag, 7. November 2020
- Deutschland/Leipzig: Mehr als 20.000 Menschen demonstrieren in Leipzig gegen die derzeitigen Corona-Maßnahmen. Nach der vorzeitigen Auflösung der Demonstration kommt es zu Angriffen gegen Journalisten und Polizisten. Nach Aussage der Polizei gab es auch mit Gegendemonstranten Probleme.[8]

### Sonntag, 8. November 2020
- Deutschland: Politiker kritisieren die Polizei, sowie das Oberverwaltungsgericht Bautzen, im Zusammenhang mit der am Vortag in Leipzig eskalierten Demonstration gegen die momentanen Corona-Maßnahmen.[9]

### Montag, 9. November 2020
- Deutschland/Belgien: Mit ALEGrO wird die erste Stromverbindung zwischen Deutschland und Belgien eröffnet.[10]

### Dienstag, 10. November 2020
- Vereinigte Arabische Emirate: Finale der Indian Premier League 2020.

### Freitag, 13. November 2020
- Maputo/Mosambik: Anhänger der Terrormiliz Ahlu Sunnah Wal Jammah sollen 50 Menschen enthauptet haben.[11]
- Guerguerat/Demokratische Arabische Republik Sahara: Das marokkanische Militär marschiert um eine Demonstration zu beenden in die Pufferzone, nahe Guerguerat ein. Die Polisario erklärt daraufhin den Waffenstillstand von 1991 für beendet.[12]

### Sonntag, 15. November 2020
- International: Gemeinsam mit 14 weiteren Asien-Pazifik-Staaten hat die Volksrepublik China mit der Regional Comprehensive Economic Partnership (RCEP) eines der weltweit größten Freihandelsabkommen vereinbart.
- Berlin/Deutschland: Prince Charles hält die Rede zum Volkstrauertag im Deutschen Bundestag.

### Dienstag, 17. November 2020
- Mecklenburg-Vorpommern/Deutschland: Innenminister und stellvertretender Ministerpräsident Lorenz Caffier (CDU) tritt zurück.

### Mittwoch, 18. November 2020
- Berlin/Deutschland: Proteste in Berlin gegen die derzeitigen Corona-Maßnahmen werden durch die Polizei aufgelöst. Dabei kommen in Berlin Wasserwerfer zum Einsatz, jedoch nur indirekt um die Demonstranten zu berieseln.
- Berlin/Deutschland: Im Deutschen Bundestag werden Bundeswirtschaftsminister Peter Altmaier und andere Politiker durch von der AfD eingeladene Gäste bedrängt und angepöbelt.

### Donnerstag, 19. November 2020
- Deutschland: Das am Vortag von Bundestag und Bundesrat beschlossene Dritte Gesetz zum Schutz der Bevölkerung bei einer epidemischen Lage von nationaler Tragweite tritt in Kraft.
- Frankfurt am Main/Deutschland: Der im Mordfall Walter Lübcke angeklagte Tatverdächtige Stephan Ernst wird durch ein Gutachten für voll schuldfähig befunden.
- Bonn/Deutschland: Das Bundeskartellamt genehmigt die Fusion der beiden Buchhandelsunternehmen Thalia und Osiander.
- Arecibo/Puerto Rico: Wegen starker Beschädigung durch zwei gerissene Stahlseile beschließt die US-amerikanische National Science Foundation die Stilllegung des Arecibo-Observatoriums.

### Samstag, 21. November 2020
- Deutschland: 15. Verleihung des Deutschen Theaterpreises Der Faust. Den Preis für das Lebenswerk erhält William Forsythe.[13][14]
- Riad/Saudi-Arabien: G20-Gipfeltreffen (bis 22. November)
- Åland/Finnland: Die Viking Grace läuft auf Grund.

### Sonntag, 22. November 2020
- Ouagadougou/Burkina Faso: Präsidentschaftswahl und Parlamentswahl
- Washington, D. C./Vereinigte Staaten: Der Austritt der Vereinigten Staaten aus dem Vertrag über den Offenen Himmel tritt in Kraft.

### Dienstag, 24. November 2020
- Wien/Österreich: Wahl und Angelobung von Landesregierung und Stadtsenat Ludwig II[15]
- Edinburgh/Schottland: Das schottische Parlament hat als erstes Land der Welt ein Gesetz verabschiedet, um Menstruationshygieneprodukte zukünftig kostenlos zur Verfügung zu stellen.[16]

### Mittwoch, 25. November 2020
- International: Das Königreich Bhutan und die Bundesrepublik Deutschland nehmen diplomatische Beziehungen auf.[17]

### Donnerstag, 26. November 2020
- Sincan (Ankara)/Türkei: In einem der umfangreichsten Prozesse zum Putschversuch in der Türkei 2016, dem im August 2017 begonnenen sogenannten Akıncı-Prozess (nach einem der Orte des Putschversuchs, dem Militärflugplatz Akıncı) verkündet das in einem Hochsicherheitsgefängnis tagende Gericht die Urteile gegen die 475 Angeklagten. 337 Angeklagte werden unter anderem wegen des Umsturzversuchs, eines Attentats auf den Präsidenten und vorsätzlicher Tötung zu lebenslänglicher Haft unter verschärften Vollzugsbedingungen (Typ-F-Gefängnis) verurteilt, davon 15 Offiziere und vier Zivilisten zu 79-fach lebenslang als Ersatz für die abgeschaffte Todesstrafe. 60 weitere Beschuldigte erhalten ebenfalls Gefängnisstrafen, 75 Angeklagte werden freigesprochen.[18][19]
- Berlin/Deutschland: Der Bundestag verabschiedet im Rahmen einer Novelle des Verpackungsgesetzes ein gesetzliches Verbot von Plastiktüten mit einer Wandstärke von 15 bis 50 Mikrometern.[20]
- Berlin/Deutschland: Dagmar Ziegler (SPD) wird als Nachfolgerin des verstorbenen Thomas Oppermann zur Vizepräsidentin des Deutschen Bundestages gewählt. Der Kandidat der AfD Harald Weyel scheitert im ersten Wahlgang.

### Freitag, 27. November 2020
- Teheran/Iran: In der Nähe von Teheran wird der Kernphysiker Mohsen Fachrisadeh ermordet. Außenminister Mohammed Dschawad Sarif beschuldigt Israel, für das Attentat verantwortlich zu sein.[21]

### Sonntag, 29. November 2020
- Schweiz: Eidgenössische Volksabstimmungen
- Bahrein: Der französische Formel-1-Fahrer Romain Grosjean entkommt beim Großen Preis von Bahrein 2020 nur knapp und leicht verletzt einem der schlimmsten Feuerunfälle der Formel-1 Geschichte.[22][23][24]
- Stuttgart/Deutschland: Frank Nopper wird in der Stichwahl mit 42,3 % zum Oberbürgermeister von Stuttgart gewählt.

### Montag, 30. November 2020
- Bern/Schweiz: Beginn der Wintersession der Eidgenössischen Räte (bis 18. Dezember)